# خلق پدرسالاری
خلق پدرسالاری (انگلیسی: The Creation of Patriarchy) کتابی غیرداستانی است که توسط گردا لرنر در سال ۱۹۸۶ به عنوان توضیحی برای منشأ زن‌ستیزی در تمدن‌های باستانی آسیای غربی و جوامع جهان غرب نوشته شده‌است. او «تصاویر، استعاره‌ها، و اسطوره‌ها» را که منجر به وجود مفاهیم مردسالارانه در جامعه غربی می‌شود، را ردیابی می‌کند (لرنر ۱۰). او معتقد است که ایجاد پدرسالاری در خاور نزدیک باستان یک دوره ۲۵۰۰ ساله از نزدیک به ۳۱۰۰ قبل از میلاد (تمدن‌های باستانی آسیای غربی) تا ۶۰۰ قبل از میلاد (امپراتوری بابل نو) بوده‌است. لرنر ۸).
در متن، لرنر استدلال می‌کند که زنان در طول تاریخ نقش بزرگی در انقیاد سیستمی زنان (پدرسالاری) ایفا کرده‌اند، چه برای حفظ خود، برای دریافت مزایای طبقه اجتماعی و به‌طور مدرن‌تر «نژاد (انسان)» یا به دلایل دیگر. او ادعا می‌کند که این احتمال وجود دارد که زنان وظایف تفکیک جنسیتی را مدت‌ها قبل از اینکه به ستم مبتنی بر جنسیت‌گرایی منجر شود، در جوامع خود پذیرفته باشند.
لرنر همچنین استدلال می‌کند که وجود گسترده زن‌ستیزی در جوامع به دلیل تفاوت‌های جنسیتی در فیزیولوژی انسان یا تفاوت‌های جنسیتی انسان در روان‌شناسی بین زن و مرد نیست، بلکه به دلیل تبیین‌های تاریخی است. او بیان می‌کند که از آنجایی که پدرسالاری «در تاریخ آغازی دارد»، «می‌تواند با فرایند تاریخی پایان یابد» (لرنر ۶).
این کتاب شامل یازده فصل است که نام اکثر آنها از یک استعاره برای جنسیت (لرنر ۱۰) نامگذاری شده‌است. هر فصل جنبه متفاوتی از «توسعه ایده‌ها، نمادها و استعاره‌های پیشرو را نشان می‌دهد که به وسیله آنها روابط جنسیتی پدرسالارانه در تمدن غرب گنجانده شد (لرنر ۱۰).